# Tapiku
Tapiku – wieś w Estonii, w prowincji Jõgeva, w gminie Pajusi.